# Живојин Здравковић
Живојин Здравковић (Београд, 24. новембар 1914 — Београд, 15. септембар 2001) био је диригент Београдске филхармоније и професор Музичке академије у Београду.
- Програм концерта Симфонијског оркестра Радио Београда и Жинет Доајен, под управом диригента Живојина Здравковића, који се одржао у Задужбини Илије М. Коларца 15. априла 1949 године.
- Програм концерта Симфонијског оркестра Радио Београда и Жана Фурниеа, под управом диригента Живојина Здравковића, који се одржао у Задужбини Илије М. Коларца 16. априла 1949 године.
- Програм концерта Стјепана Шулека, под управом диригента Живојина Здравковића, који се одржао у Задужбини Илије М. Коларца, 20. новембра 1951 године.
- Програм концерта Олге Михаиловић, под управом диригента Живојина Здравковића, који се одржао у Задужбини Илије М. Коларца.
- Програм концерта Београдске филхармоније под управом диригента Живојина Здравковића , који се одржао у Задужбини Илије М. Коларца, 1952. године.